# 蒙特內哥羅的米莉察公主
蒙特內哥羅的米莉察，婚後名為米莉察·尼古拉耶芙娜（1866年7月14日—1951年9月5日），蒙特內哥羅國王尼古拉一世的次女。

## 家庭
1889年，米莉察與俄羅斯的彼得·尼古拉耶維奇大公結婚，兩人共有1子2女：
1. 瑪麗娜·彼得羅芙娜（1892年—1981年）
2. 羅曼·彼得羅維奇（1896年—1978年）
3. 娜潔日達·彼得羅芙娜（1898年—1988年）